# Levani Botia
Pour les articles homonymes, voir Botía.

a Compétitions nationales et continentales officielles uniquement.

b Matchs officiels uniquement.
Dernière mise à jour le 9 avril 2023.
Levani Botia, né le 14 mars 1989 à Suva (Fidji), est un joueur de rugby à XV et à VII fidjien. Il évolue aux postes de centre ou de troisième ligne aile avec le Stade rochelais en Top 14 et en équipe nationale des Fidji.
Il remporte la Coupe d'Europe avec le Stade rochelais en 2022. Il récidive en 2023, année à partir de laquelle la compétition prend le nom de Champions Cup.

## Biographie

### Carrière en club
Levani Botia commence sa carrière au niveau amateur, avec le club de Namosi dans le championnat national fidjien,. Il dispute également des tournois de rugby à sept avec l'équipe des Wardens Sevens. À côté du rugby, il occupe l'emploi de gardien de prison.
En mars 2014, il rejoint le club français du Stade rochelais en Pro D2 comme joker médical de Gonzalo Canale. Il s'impose immédiatement comme un joueur important de l'effectif rochelais, grâce à ses qualités de défenseur et sa puissance physique, et prolonge rapidement son contrat jusqu'en 2016,. Il participe pleinement à la remontée de son équipe en Top 14, avec notamment un doublé marqué lors de la demi-finale d'accession contre Pau. 
Au niveau supérieur, il continue à être un cadre de l'équipe, malgré une certaine indiscipline. En 2016, son contrat est à nouveau prolongé, cette fois pour trois saisons, soit jusqu'en 2020. Il est l'un des éléments clés de l'effectif rochelais qui termine la saison 2016-2017 à la première place de la saison régulière. Il joue même une grande partie des derniers matchs de la saison au poste de troisième ligne aile. En 2019, il prolonge à nouveau son contrat jusqu'en 2022. En janvier 2022, il voit son contrat prolongé pour deux saisons supplémentaires, soit jusqu'en 2024.
Le 28 mai 2022, il participe en tant que remplaçant au sacre européen de son équipe, après une finale remportée face au Leinster à Marseille.

### Carrière en équipe nationale
Levani Botia joue avec l'équipe des Fidji de rugby à sept à partir de l'épreuve de rugby à sept (en) des Jeux du Pacifique de 2011, où son équipe remporte une médaille d'argent.
Il participe ensuite aux World Rugby Sevens Series à partir de la saison 2011-2012,. Il est le capitaine de la sélection lors de plusieurs tournois, ainsi que la Coupe du monde 2013,.
Il est sélectionné pour la première fois avec l'équipe des Fidji à XV en octobre 2013. Il honore sa première cape internationale  le 9 novembre 2013 contre l'équipe du Portugal.
Il fait partie du groupe sélectionné pour participer à la Coupe du monde 2015 en Angleterre. Il dispute deux matchs sur les quatre de son équipe.
En 2019, il est retenu pour disputer la Coupe du monde au Japon. Il dispute les quatre matchs de son équipe.

## Palmarès

### En club
- Vainqueur de la finale d'accession au Top 14 en 2014 avec le Stade rochelais.
- Finaliste du Challenge européen en 2019 avec le Stade rochelais.
- Finaliste de la Coupe d'Europe en 2021 avec le Stade rochelais.
- Finaliste du Championnat de France en 2021 et 2023 avec le Stade rochelais.
- Vainqueur de la Coupe d'Europe en 2022 avec le Stade rochelais.
- Vainqueur de la Champions Cup en 2023 avec le Stade rochelais.

### En sélection nationale
- Vainqueur de la Coupe des nations du Pacifique en 2015

## Statistiques en équipe nationale

### En rugby à XV
- 24 sélections avec les Fidji depuis 2013
- 30 points : six essais

En coupe du monde :
- 2015 : 3 sélections (Angleterre, pays de Galles, Uruguay)
- 2019 : 4 sélections (Australie, Uruguay, Géorgie, pays de Galles)

### En rugby à sept
- Médaille d'argent des Jeux du Pacifique de 2011.
- Participation à la Coupe du monde 2013.